# Loumbila
Loumbila è un dipartimento del Burkina Faso classificato come comune, situato nella provincia di Oubritenga, facente parte della Regione dell'Altopiano Centrale.
Il dipartimento si compone del capoluogo e di altri 30 villaggi: Bangrin, Bendogo, Daguilma, Dogomnogo, Donsin, Gandin, Goué, Goundry, Ipala, Kogninga, Koulsinga, Kouriyaoghin, Nabdogo, Nangtenga, Nomgana, Nonguestenga, Noungou, Ouemtenga, Pendissi, Pendogo, Poédogo I, Poédogo II, Pousghin, Ramitenga, Silmiougou, Tabtenga, Tangzougou, Tanlaorgo, Wavoussé e Zongo.